# هوكر هينلي
هوكر هينلي  (بالإنجليزية: Hawker Henley)‏ هي طائرة عسكرية أنتجت في بريطانيا. من صناعة طائرات هوكر. كانت تستخدم بشكل أساسي من قبل سلاح الجو الملكي. كان أول طيران لها في 10 مارس 1937. دخلت الخدمة في 1938، انتهت خدمتها في 1945. صنع منها 200 طائرة.